# Sprint (cyclisme)
 (février 2025).
Si vous disposez d'ouvrages ou d'articles de référence ou si vous connaissez des sites web de qualité traitant du thème abordé ici, merci de compléter l'article en donnant les références utiles à sa vérifiabilité et en les liant à la section « Notes et références ».
Pour les articles homonymes, voir Sprint.

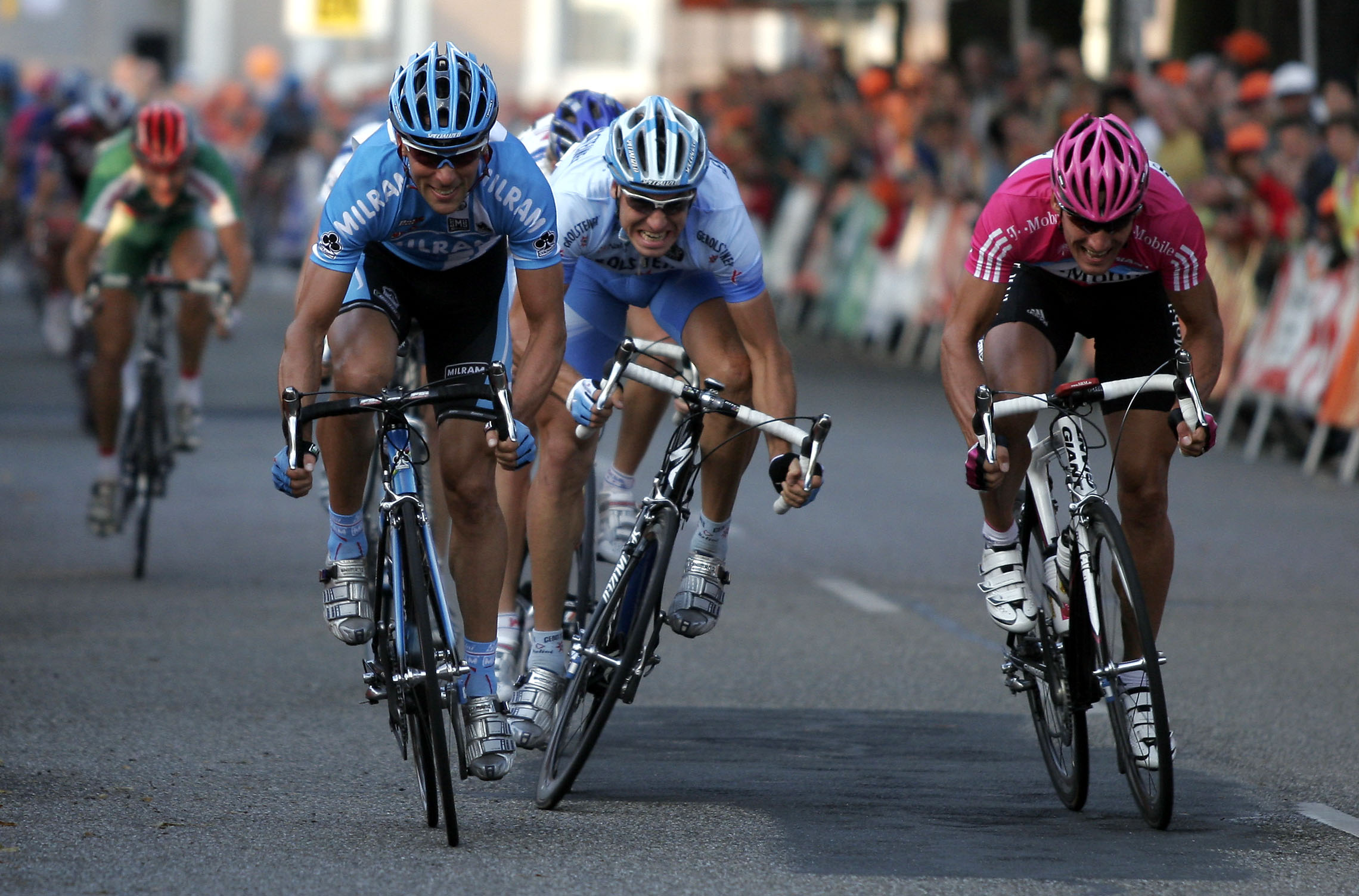
Illustration d'un sprint.

Le sprint final est le dernier instant d'une course cycliste sur route, c'est-à-dire le moment où les coureurs accélèrent pour passer en tête la ligne d'arrivée. Il existe également des sprints intermédiaires (situés généralement au tiers, à la moitié, puis aux deux tiers d'une course), rapportant un certain nombre de points ou de secondes dans les différents classements d'une course par étapes.
Le sprint se pratique également en cyclisme sur piste.
Les coureurs spécialistes dans ce domaine sont nommés sprinteurs ou  sprinters.
Parmi les coureurs du XXIe siècle spécialisés dans le sprint, on peut citer Erik Zabel, Tom Boonen, Thor Hushovd, Mark Cavendish, André Greipel, Marcel Kittel, Peter Sagan, Caleb Ewan, Elia Viviani, Dylan Groenewegen, Fabio Jakobsen, Sam Bennett, Arnaud Démare, Wout van Aert, Jasper Philipsen ou encore Mario Cipollini.

## Déroulement d'un sprint
Dans le déroulement classique d'une course sur route, les sprinteurs restent durant la quasi-totalité de la course au sein du peloton, bien protégés du vent. Leurs équipiers se portent à l'avant du peloton pour rythmer celui-ci et s'assurer que les échappées (il y en a presque toujours) ne se joueront pas la victoire. Dans les cinquante derniers kilomètres, leurs équipes accélèrent le rythme pour rattraper les éventuels coureurs échappés ou pour éviter que d'autres ne lancent une attaque. 

### Mise en place d'un "train"
Les quinze derniers kilomètres sont ceux de la préparation du sprint. Depuis le milieu des années 90, les équipes de sprinteurs forment souvent des trains, c'est-à-dire que plusieurs équipiers se placent en file indienne devant leur sprinteur pour le protéger jusqu'au dernier moment. Chaque équipier effectue plusieurs hectomètres ou kilomètres avant de couper son effort. Ainsi, le train ressemble à une fusée qui perdrait ses étages les uns après les autres, avec pour objectif de maintenir le sprinteur à l'avant du peloton sans qu'il n'ait à puiser dans ses ressources. À ce moment de la course, la vitesse du peloton avoisine 60 km/h. 
Dans le dernier kilomètre (après le passage de la flamme rouge), le sprinteur doit compter sur son dernier équipier, le plus important de tous, le poisson pilote. Le poisson pilote doit guider son sprinteur tel un chien d'aveugle, il doit lui donner les bonnes trajectoires et frotter avec les adversaires pour rester dans les premières positions. Ce rôle crucial implique un lien de confiance important entre le sprinteur et son poisson pilote, car les décisions de ce dernier peuvent être décisives. 
À environ 200 m de l'arrivée, le poisson pilote s'écarte et le sprinteur se met en danseuse, mains dans le creux du cintre, pour aller le plus vite possible. Selon les sprinteurs, cet effort maximal peut durer entre dix et vingt secondes. Le sprinteur peut profiter de l'aspiration des adversaires qui sont devant lui et les déborder au dernier moment. Mais il peut aussi ne pas trouver d'ouverture entre ces adversaires, se faire enfermer et donc ne pas produire son sprint. Il tente de franchir la ligne en première position à une vitesse de plus ou moins 70 à 75 km/h, en « jetant » son vélo, les bras tendus, le dos courbé. Ce dernier geste peut suffire à départager deux sprinteurs très proches.
Selon le contexte, le sprint peut avoir différents scénarios et être plus ou moins dangereux : un final en faux plat descendant (vitesse), avec des routes larges et droites (capacité de frotter), avec un peloton peu fatigué (détermination et fraîcheur) est très dangereux. S'il y a un virage dans les derniers hectomètres, il est très important de virer dans les tout premiers, voire en premier, pour s'imposer. Si le vent est de face dans la dernière ligne droite, il faut produire son effort le plus tard possible pour bénéficier autant que faire se peut de la protection des coureurs devant. S'il est de côté, il est important de sprinter du côté de la route d'où ne vient pas le vent, afin de ne pas protéger les adversaires.

## Caractéristiques physiques du sprinteur
L'explosivité et la vélocité, deux qualités indispensables pour un effort aussi violent, exigent une musculature développée, et donc une masse musculaire importante (les sprinteurs pèsent souvent plus de 70 kg). Cette corpulence les rend vulnérables lorsque la route s'élève, car leur puissance n'est pas suffisante pour compenser le handicap du poids. C'est pourquoi ils sont les premiers distancés dans les cols et côtes. Ainsi, les sprinteurs ont besoin de parcours majoritairement plats, surtout dans leur final, pour s'illustrer. Sur les étapes plus vallonnées, les sprinteurs doivent gérer leur effort pour ne pas perdre trop de temps sur les grimpeurs, car s'ils finissent hors délais, ils sont éliminés de la course. Dans cette optique, les sprinteurs et leurs trains se regroupent pour former le grupetto qui s'organise pour respecter les délais.
Ainsi, il y a des courses faites pour les sprinteurs, et d'autres non. Certaines courses, comme les classiques Milan-San Remo, Gand-Wevelgem, la Cyclassics Hamburg et Paris-Tours, ainsi que d'autres épreuves au relief relativement plat, se terminent souvent par un sprint, étant donné l'absence de grandes difficultés qui pourraient empêcher les sprinteurs de rallier l'arrivée dans le groupe de tête. Le palmarès d'un sprinteur est largement tributaire du profil des courses. Nombreuses sont celles qui correspondent à son profil, ce qui explique que les sprinteurs soient souvent les coureurs les plus victorieux dans leur carrière. Mais ces victoires sont généralement des victoires d'étapes sur les courses par étapes et, plus rarement, des victoires sur les courses d'un jour. Il est impossible pour un sprinteur de gagner une grande course par étapes, car les étapes de montagne lui font perdre beaucoup trop de temps.

## Liste de sprinteurs par nombre de victoires sur les grands tours
Liste de sprinteurs ayant remporté au moins quinze étapes sur des grands tours (Tour de France, Tour d'Italie, Tour d'Espagne). Les victoires d'étapes individuelles uniquement et les contre-la-montre par équipes ne sont pas comptabilisés.
|                          | Total | Tour de France | Tour d'Italie | Tour d'Espagne |
| ------------------------ | ----- | -------------- | ------------- | -------------- |
| Mario Cipollini          | 57    | 12             | 42            | 3              |
| Mark Cavendish           | 55    | 35             | 17            | 3              |
| Alessandro Petacchi      | 48    | 6              | 22            | 20             |
| Freddy Maertens          | 35    | 15             | 7             | 13             |
| Robbie McEwen            | 24    | 12             | 12            | 0              |
| André Darrigade          | 23    | 22             | 1             | 0              |
| André Greipel            | 22    | 11             | 7             | 4              |
| Jean-Paul van Poppel     | 22    | 9              | 4             | 9              |
| Erik Zabel               | 20    | 12             | 0             | 8              |
| Marcel Kittel            | 19    | 14             | 4             | 1              |
| Djamolidine Abdoujaparov | 17    | 9              | 1             | 7              |
| Peter Sagan              | 17    | 12             | 1             | 4              |